# Sremska Mitrovica
Sremska Mitrovica (em sérvio: Сремска Митровица, em croata: Srijemska Mitrovica, em húngara: Szávaszentdemeter) é uma cidade e município na província da Voivodina, na Sérvia, na margem esquerda do rio Sava.
No tempo do Império Romano era conhecida como Sirmio.